# Törpeposzáta

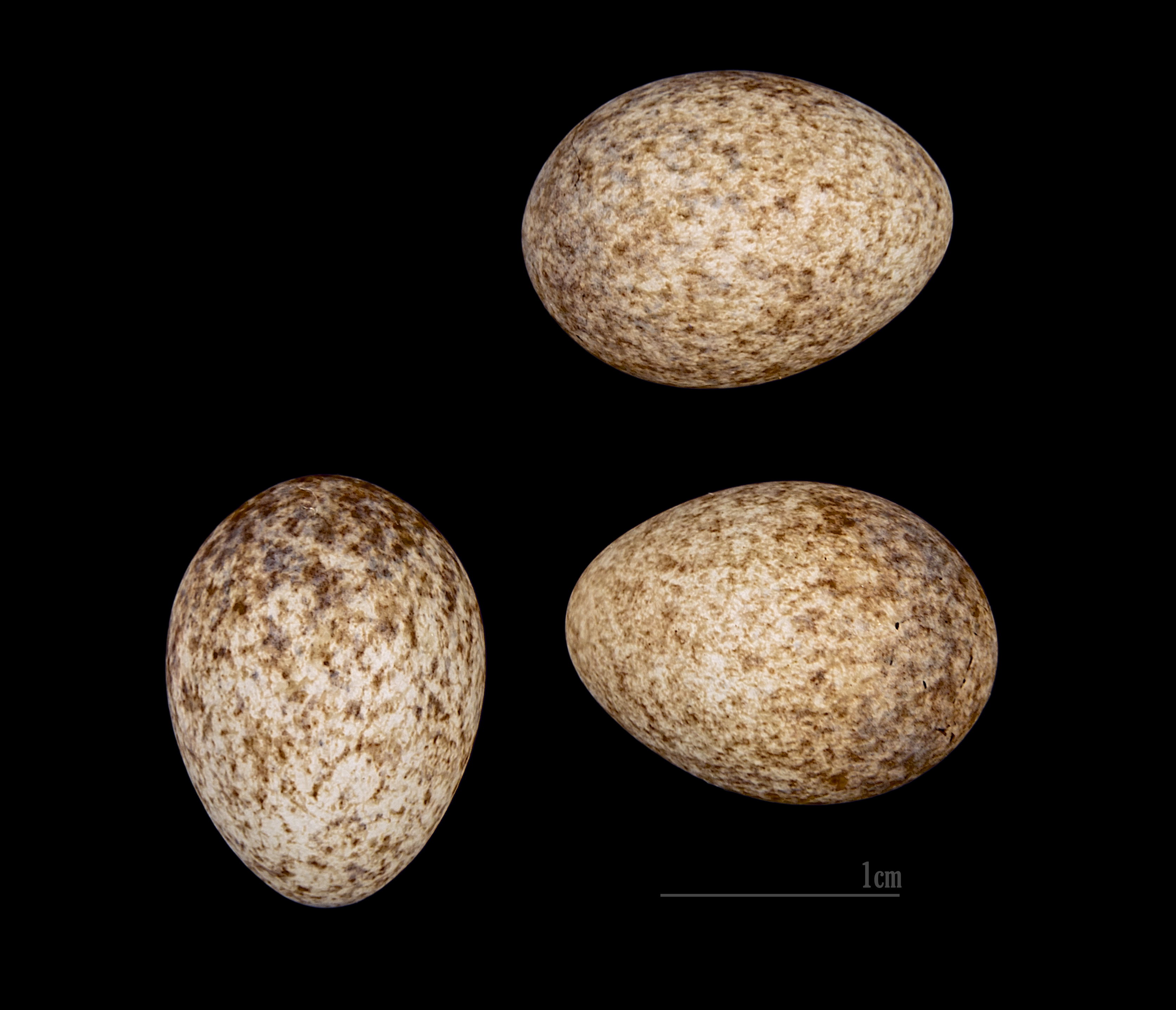
Sylvia conspicillata

A törpeposzáta (Curruca conspicillata) a madarak osztályának verébalakúak (Passeriformes) rendjébe és az óvilági poszátafélék (Sylviidae) családjába tartozó faj.

## Rendszerezés
Besorolása vitatott, egyes rendszerezők szerint a Sylvia nembe tartozik Sylvia conspicillata néven.

## Előfordulása
Ciprus,  Franciaország, Gibraltár, Olaszország, Málta, Portugália, Spanyolország, Svájc, Törökország, Algéria, Egyiptom, Izrael, Jordánia, Libanon, Líbia, Mauritánia, Marokkó, Nyugat-Szahara, Palesztina, Szenegál, Szíria, Tunézia és a Zöld-foki Köztársaság területén honos.
Kóborló példányai eljutnak az Egyesült Királyság, Hollandia, Horvátország, Németország, Görögország, Etiópia, Gambia, Irak, Kuvait és Niger területére is.

## Alfajai
- Curruca conspicillata conspicillata Temminck, 1820
- Curruca conspicillata orbitalis (Wahlberg, 1854)

## Megjelenése
Testhossza 12-13 centiméter.